# Старово (Нерльское сельское поселение)
Старово — деревня в Калязинском районе Тверской области. Входит в состав Нерльского сельского поселения.

## География
Деревня расположена в 40 км на юго-восток от центра поселения села Нерль и в 64 км на юго-восток от райцентра города Калязина. 

## История
В конце XIX — начале XX века деревня входила в состав Хмельниковской волости Переславского уезда Владимирской губернии. 
С 1929 года деревня входила в состав Гор-Пневицкого сельсовета Нерльского района Кимрского округа Московской области, с 1935 года — в составе Калининской области, с 1956 года в составе — Бителевского сельсовета Калязинского района, с 1994 года — в составе Бителевского сельского округа, с 2005 года — в составе Нерльского сельского поселения.

## Население
| 1859 | 1905 | 2002 | 2010 |
| ---- | ---- | ---- | ---- |
| 138  | ↘121 | ↘10  | →10  |